# Félix Leclerc

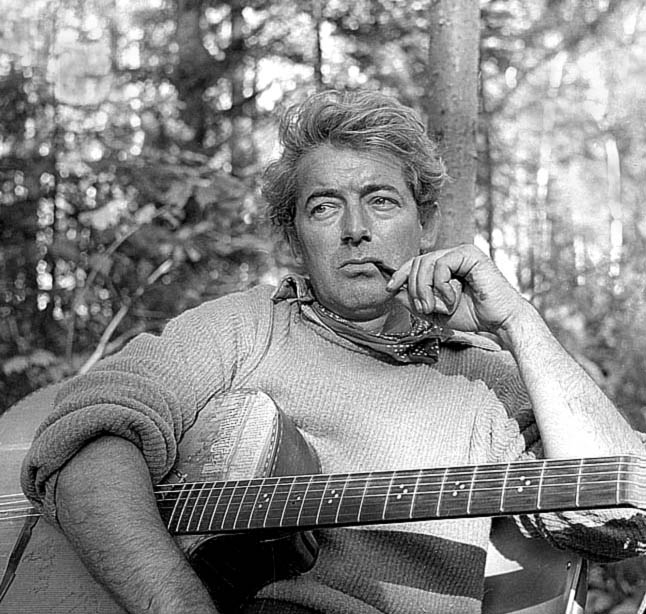
Félix Leclerc

Félix Leclerc, OC, GOQ (* 2. August 1914 in La Tuque; † 8. August 1988 in Saint-Pierre-de-L’Île-d’Orléans) war ein kanadischer Autor, Komponist, Musiker und Schauspieler.
Er wurde am 20. Dezember 1968 zum Offizier des Ordens von Kanada ernannt und 1982 erhielt er den Titel eines Doktors honoris causa der Universität von Montreal. Leclerc wurde 2006 posthum für seine Songs „Moi, mes souliers“, „Le P'tit Bonheur“ und „Le Tour de l'île“ in die Hall of Fame der kanadischen Songwriter aufgenommen.

## Leben und Karriere
Félix Leclerc wurde 1914 als sechstes Kind in einer Familie mit elf Kindern geboren. Er begann sein Studium an der Universität von Ottawa, musste aber wegen der Weltwirtschaftskrise vorzeitig aufhören.
Leclerc arbeitete in verschiedenen Berufen, bevor er von 1934 bis 1937 Radiosprecher in Québec City und Trois-Rivières wurde. 1939 begann er als Autor bei Radio-Canada in Montréal zu arbeiten und entwickelte Drehbücher für Hörspiele, darunter „Je me souviens“. Bei der Umsetzung dieser Werke spielte er einige seiner frühesten Lieder, auch in verschiedenen Dramen, darunter „Un Homme et son péché“. Er veröffentlichte eine Reihe von Drehbüchern und gründete eine Theatergesellschaft, die Theaterstücke in ganz Québec präsentierte.
1950 wurde er vom Pariser Musikproduzenten Jacques Canetti entdeckt und trat in Frankreich mit großem Erfolg auf. Er unterschrieb einen Plattenvertrag bei Polydor Records und kehrte 1953 nach Québec zurück. 1958 erhielt er für sein zweites Album die höchste Auszeichnung der Akademie Charles Cros in Frankreich. Er wurde 1971 in den Orden von Kanada, den Nationalen Orden von Québec berufen und 1986 zum Ritter der französischen Ehrenlegion ernannt.
Leclerc war von 1942 bis 1968 mit der Schauspielerin Andrée Vien (1916–2005) verheiratet. Aus dieser Ehe stammt sein Sohn Martin (* 13. Juli 1945), der später Fotograf und Kameramann wurde. Nach seiner Scheidung heiratete er 1969 Gaëtane Morin (1940–2018), mit der er zwei weitere Kinder hatte, seinen Sohn Francis Leclerc und seine Tochter Nathalie Leclerc hatte, die später die künstlerische Leiterin von „l'Espace Félix-Leclerc“ und Vizepräsidentin der Félix-Leclerc-Stiftung wurde.
Félix Leclerc starb 1988 im Schlaf an einem Herzstillstand in Saint-Pierre-de-l'Île-d'Orléans in Québec. Dort wurde 1989 ihm zu Ehren ein Denkmal errichtet. Ein Haus in Vaudreuil-Dorion, westlich von Montréal, das er von 1956 bis 1967 bewohnte (und in dem sein Sohn Martin wohnte) wurde zu einem Museum.

## Bedeutung
Leclerc spielte eine wichtige Rolle bei der Wiederbelebung der Tradition des Québecer Volksliedes und war eine starke Stimme für den nationalen Patriotismus in Québec.
Ihm zu Ehren wurden mehrere Parks, Straßen und Schulen in Québec benannt. Die Félix Awards, die Quebec-Aufnahmekünstlern verliehen werden, sind nach ihm benannt. Im Jahr 2000 ehrte ihn die kanadische Regierung mit einer Briefmarke.
Sein halbautobiografischer Roman Pieds nus dans l'aube wurde von seinem Sohn Francis 2017 in dem Film Barefoot at Dawn adaptiert.

## Diskografie
- 1951: Chante ses derniers succès sur disque
- 1957: Félix Leclerc chante
- 1958: Félix Leclerc et sa guitare, vol. 1
- 1959: Félix Leclerc et sa guitare, vol. 2
- 1959: Félix Leclerc et sa guitare, vol. 3
- 1962: Le Roi heureux
- 1964: Félix Leclerc
- 1964: Mes premières chansons
- 1966: Moi, mes chansons
- 1967: La Vie
- 1968: L'Héritage
- 1969: Félix Leclerc, dit pieds nus dans l'aube
- 1969: J'inviterai l'enfance
- 1973: L'alouette en colère
- 1974: J'ai vu le loup, le renard, le lion, avec Gilles Vigneault et Robert Charlebois
- 1975: Le tour de l'île
- 1978: Mon fils
- 1979: Chanson dans la mémoire longtemps
- 1993: L'ancêtre – en Concert à l'ile d'Orléans

## Weiteres
Leclerc schrieb die Musik für den Film La chanson du pharmacien (2003).